# Венершбори (община)
Община Венершбори (на шведски: Vänersborgs kommun) е разположена в лен Вестра Йоталанд, югозападна Швеция с обща площ 904 km2 и население 37 369 души (към 31 декември 2013). Административен център на община Венершбори е едноименния град Венершбори.